# بول ديمبسي
بول ديمبسي (بالإنجليزية: Bull Dempsey)‏ هو مصارع محترف أمريكي، ولد في 16 يناير 1988 في بروكلين في الولايات المتحدة.

## روابط خارجية
- جيمس سميث على موقع دبليو دبليو إي (الإنجليزية)
- جيمس سميث على موقع WrestlingData.com (الإنجليزية)
- جيمس سميث على موقع CageMatch worker (الإنجليزية)
- جيمس سميث على موقع قاعدة بيانات المصارعة على الإنترنت (الإنجليزية)
- جيمس سميث على موقع عالم المصارعة على الإنترنت (الإنجليزية)